# HD 43157
HD 43157，又名BD-04 1421，SAO 133003、HR 2224，是一颗恒星，视星等为5.83，位于銀經212.83，銀緯-10.27，其B1900.0坐标为赤經6h 9m 40s，赤緯-4° -10.27′ 20″。